# Calopteryx pseudosplendens
Calopteryx pseudosplendens är en trollsländeart som beskrevs av St Quentin 1958. Calopteryx pseudosplendens ingår i släktet Calopteryx och familjen jungfrusländor. Inga underarter finns listade i Catalogue of Life.